# 新聞ダイジェスト
『月刊新聞ダイジェスト』（げっかんしんぶんダイジェスト）は、新聞ダイジェスト社が刊行している日本の月刊雑誌である。1967年創刊。一月のニュースが的確に割り当てられており、社会人・学生などの教材に使われていた。2017年5月号を最後にいったん休刊したが。2018年1月21日発売の2月号から復刊。定期購読者や教育関係者から復刊を望む声が多くよせられたという。

## 概要
日本国内で発行された新聞（主に全国紙）の記事を集約し、1ヶ月のニュースを1冊にまとめて刊行していた。
- 雑誌の形態だが、一般の雑誌より制作部数が少ないのか割高である（972円）。
- 新聞の縮刷版のように新聞記事を切り抜いたものを掲載しているが、縮刷版よりは活字が大きく、また項目ごとに分類されているので読みやすい。
- 入学試験、教員採用試験、公務員試験、マスコミ等への入社試験といった各種試験対策（筆記、面接）に使われている。
- 読者には海外長期在住者や海外赴任者も少なくない。
- 類似誌として『新聞月報』・『ニュースファイル』があったが、いずれも現在は休刊中。

大手6紙（朝日新聞・毎日新聞・読売新聞・日本経済新聞・産経新聞・東京新聞）と1記事単位での使用料支払い契約をとっている。掲載誌面はB5判約150ページで、テーマ別にバリュのある記事を選択している。

## 増刊号
過去に以下の増刊号を定期的に発行していた。
- マスコミ入社試験問題集 - 特にマスコミ（新聞社・放送局）各社の入社試験問題や採用試験情報をまとめたもの。
- 最新時事用語＆一般常識 - 時事問題に関するニュースをまとめた用語・資料集。時事問題の模擬試験もある。
- 面接トレーニング - 就職、転職時の面接対策用。坂本直文著、DVDが付録。

## 発行元
- 株式会社新聞ダイジェスト社

発行人　中本正幸
- 住所

東京都新宿区新小川町5-19 角田ビル 4F
- 郵便番号

162-0814

## 歴代社長
阿部孫一（1968年～75年）→後藤進（1975年～80年）→友松敏夫（1980年～93年）→佐々木健一（1993年～2010年）→中本正幸（2010年～現在）